# All Born Screaming
All Born Screaming er det syvende studiealbum af den amerikanske rockmusiker St. Vincent. Det blev udgivet 26. april 2024 på hendes eget Total Pleasure Records og distribueret via Virgin Music Group. Hun stod selv for produktionen af albummet, hvor flere prominente kunstnere medvirkede. Forud for udgivelsen af albummet havde hun udsendt tre af numrene som singler: "Broken Man", "Flea" og "Big Time Nothing".
Albummet opnåede fire nomineringer til de 67. Grammy Awards og vandt tre af disse: Bedste alternative album, bedste rocksang for "Broken Man" og bedste alternative performance for "Flea". Hun udgav en spansksproget udgave af albummet med titlen Todos Nacen Gritando 15. november 2024, og der er også udkommet en særlig udgave beregnet for det japanske marked med fem livebonusnumre.
Albummet gik ind på Billboard 200-hitlisten som nummer 86 og solgte 10.000 fysiske eksemplarer i den første uge efter udgivelsen.

## Numre
Alle sange er skrevet af Annie Clark; Cate Le Bon har medvirket til at skrive "Big Time Nothing".
| 1.    | "Hell Is Near"       | 4:09 |
| 2.    | "Reckless"           | 3:57 |
| 3.    | "Broken Man"         | 3:21 |
| 4.    | "Flea"               | 3:47 |
| 5.    | "Big Time Nothing"   | 2:59 |
| 6.    | "Violent Times"      | 3:57 |
| 7.    | "The Power's Out"    | 4:38 |
| 8.    | "Sweetest Fruit"     | 3:56 |
| 9.    | "So Many Planets"    | 3:35 |
| 10.   | "All Born Screaming" | 6:55 |
| 41:14 |                      |      |